# Joan Burgada i Julià
Joan Burgada i Julià (Sant Boi de Llobregat, 1870 - Barcelona, 1 d'abril de 1946) va ser un periodista català del partit conservador que va treballar al Diari de Barcelona.

## Biografia
Va ser alumne de l'Escola Pia de Sant Antoni de Barcelona. Ben aviat va destacar en concursos literaris a l'Acadèmia Calassància i va començar a exercir de periodista al diari La Dinastia, un diari proper a la seva ideologia de militant del partit conservador. En aquesta primera etapa va fer nombrosos escrits de caràcter polític.
Més tard, el 1906, començà a treballar de periodista al Diari de Barcelona, un diari del que seria nomenat director el 1923, una tasca que va exercir fins al juliol de 1936, quan va esclatar la Guerra Civil Espanyola. En reaparèixer el Diari de Barcelona després de la finalització de la guerra, el 1940 va ser nomenat de nou director, càrrec que ocuparà fins a la seva mort, ocorreguda a Barcelona l'1 d'abril de 1946. Participà en un manifest del 1924 que agraïa el suport d'intel·lectuals castellans a la llengua catalana signat per un centenar de personalitats anomenat Lletra de gratitud dels escriptors de Catalunya tramesa el 7 d'abril del 1924, entre les quals hi havia Àngel Guimerà, Apel·les Mestres, Santiago Rusiñol, Joaquim Ruyra, Víctor Català, Josep Pin i Soler, i Joan Llongueras, entre d'altres. Era una resposta al Missatge d'elogi i defensa de la llengua catalana que els escriptors castellans de Madrid havien lliurat al President del Govern militar d'Espanya el mes de març de 1924. Va presidir l'Associació de Premsa de Barcelona (1934).
Va ser condecorat pel govern francès amb les Palmes Acadèmiques. Va refusar un guardó del govern de la República per a ser conseqüent amb la seva ideologia.